# Міський майдан

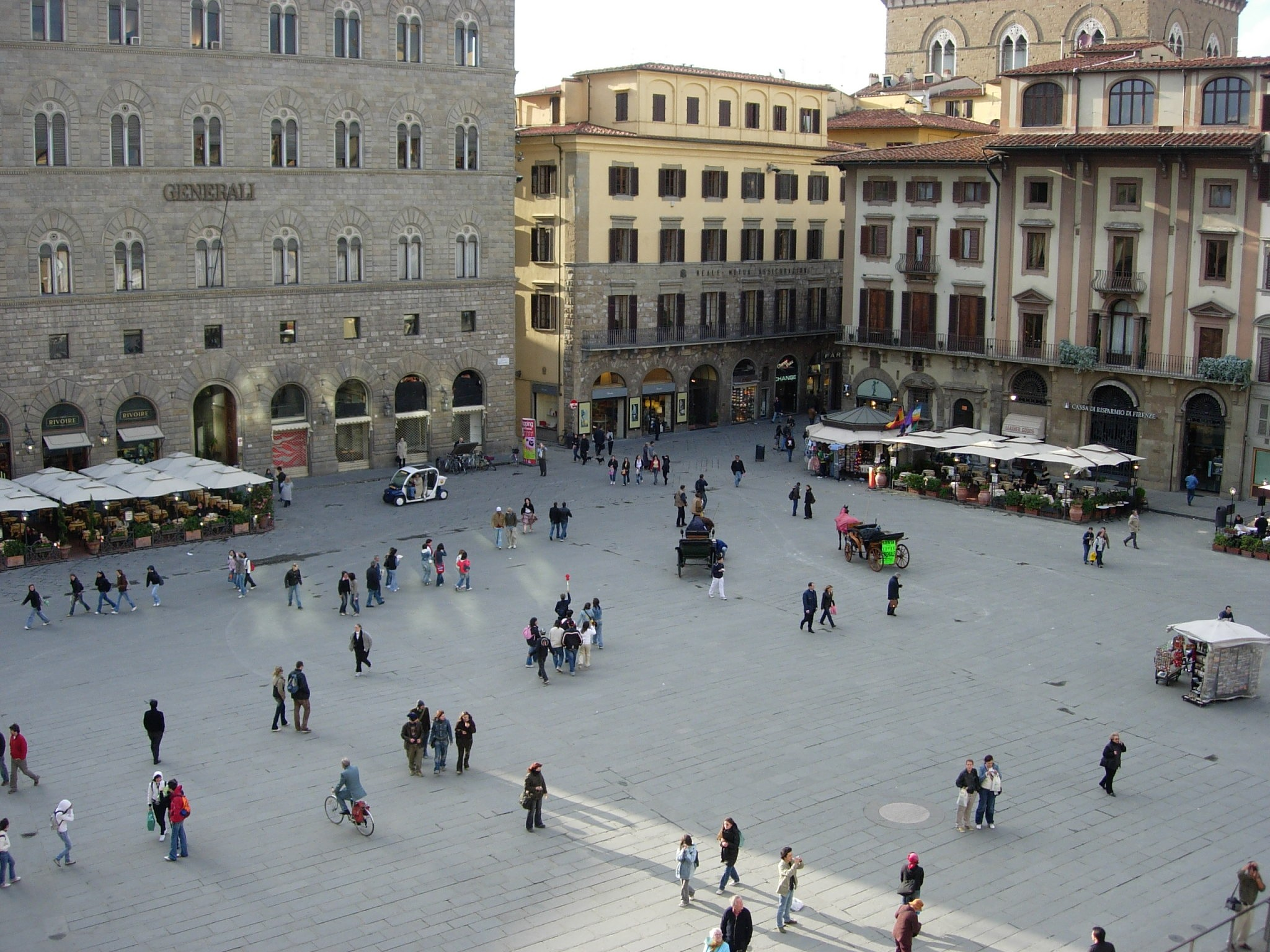
Майдан сеньйорії у Флоренції, Італія

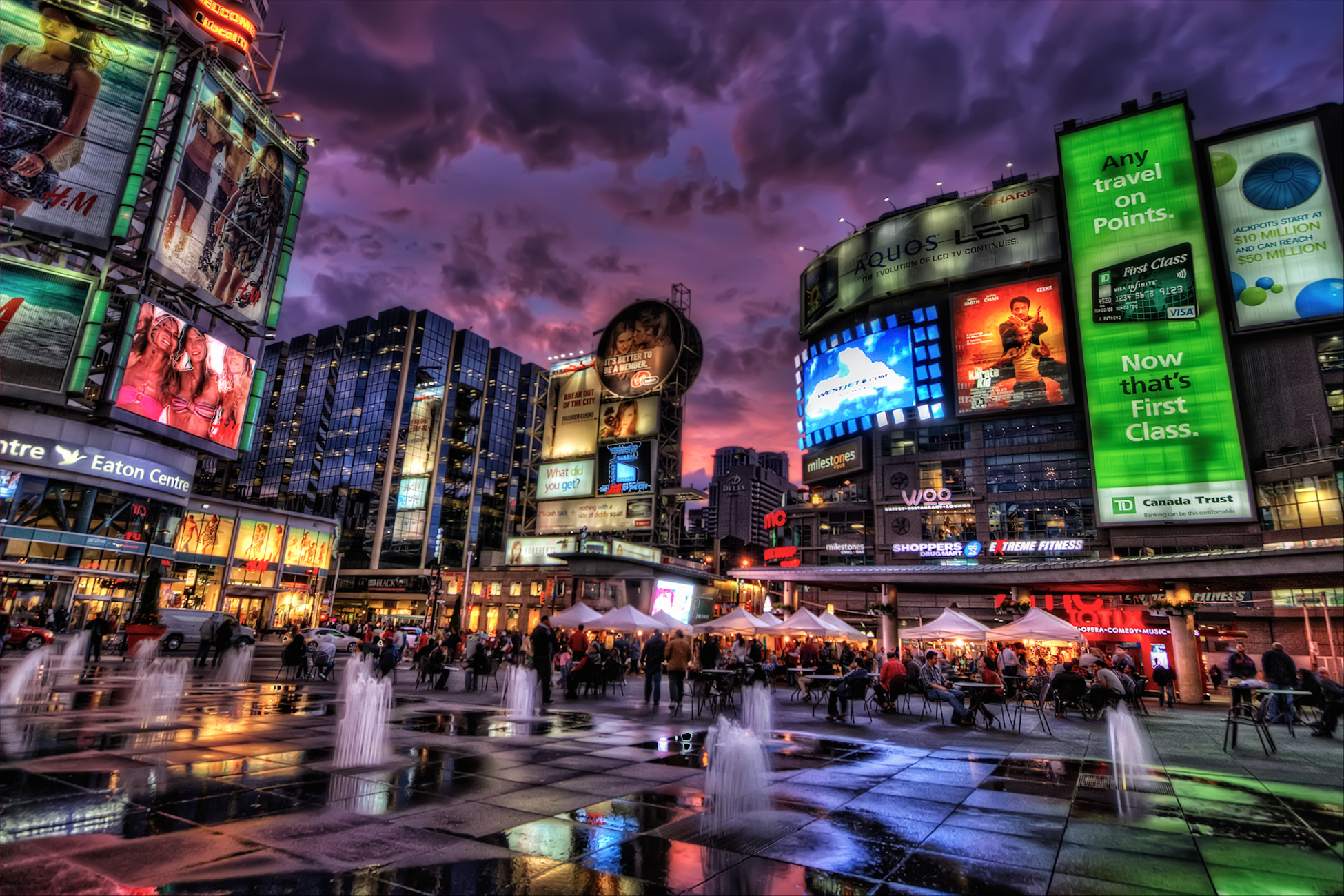
Майдан Дандаса в Торонто, Канада. 2010

Майда́н (від перс. میدان, meydan, дослівно — «місце в центрі», «всередині»), пло́ща (від прасл. *plosk- — «рівний»), діал. плац (від дав.-гр. πλατεία οδός — «широка вулиця» через нім. Platz — «майдан») — відкритий, архітектурно організований, обрамлений будівлями і зеленими насадженнями простір, що входить у систему міських просторів.

## Термін
Б. Д. Антоненко-Давидович радив вживати в значенні «незабудоване місце, де сходиться кілька вулиць» тільки слово «майдан», а «площа» залишати лише для просторового або геометричного поняття. Варіант пляц поширений у західних областях, де має германське походження.

## Види
Розрізняють:
- транспортні площі: вокзальні, передзаводські тощо.
- пішохідні площі: театральні, торговельні, меморіальні, соборні.